# Ryszard Łazarski

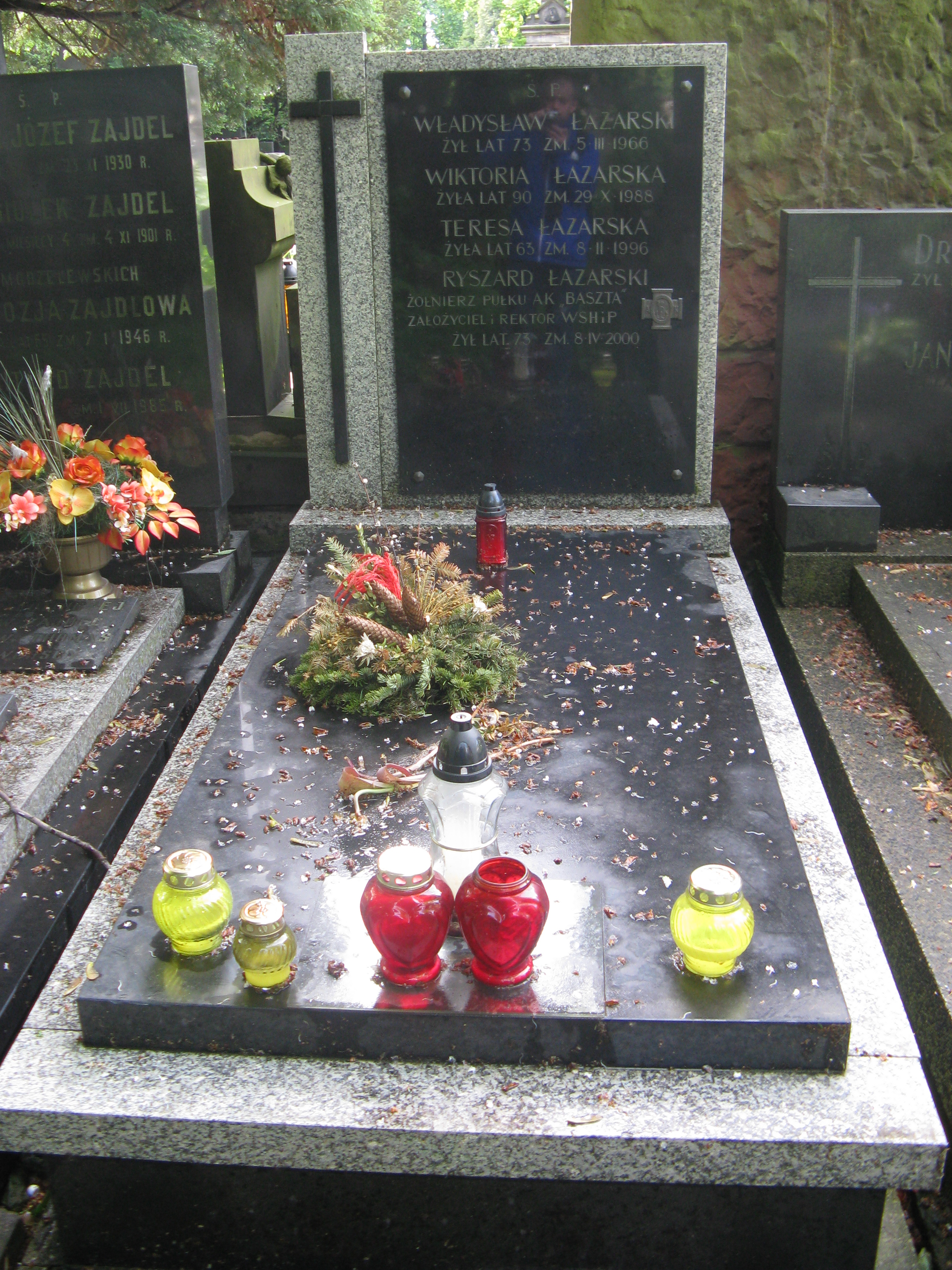
Grób Ryszarda Łazarskiego

Ryszard Fabian Łazarski (ur. 20 września 1926 w Warszawie, zm. 8 kwietnia 2000 tamże) – polski nauczyciel, działacz oświatowy i społeczny. Radny m.st. Warszawy. Założyciel Uczelni Łazarskiego.

## Życiorys
W czasie II wojny światowej walczył w pułku „Baszta” Armii Krajowej, uczestnicząc w powstaniu warszawskim. Po jego upadku zesłany do obozu Stalag X B. Po zakończeniu wojny włączył się w działalność Polskiego Stronnictwa Ludowego Stanisława Mikołajczyka, za co był aresztowany i represjonowany. W 1946 rozpoczął pracę w szkolnictwie średnim zawodowym. Ukończył studia w Politechnice Warszawskiej i Uniwersytecie Warszawskim. Pracował jako starszy asystent w Wojskowej Akademii Technicznej, wykładowca w Szkole Głównej Służby Zagranicznej, a także Podyplomowym Studium Dziennikarstwa Uniwersytetu Warszawskiego.
W 1957 stworzył Państwowe Studium Stenotypii i Języków Obcych w Warszawie, zostając jego kierownikiem. W 1991 założył prywatną szkołę First Business College. W 1993 założył Prywatną Wyższą Szkołę Handlową, przekształconą następnie w Wyższą Szkołę Handlu i Prawa, której był pierwszym rektorem. Szkole nadano imię jej założyciela – od 2010 nosi ona nazwę Uczelni Łazarskiego.
Przez szereg kadencji sprawował mandat radnego Stołecznej Rady Narodowej z rekomendacji Zjednoczonego Stronnictwa Ludowego. Był m.in. wiceprzewodniczącym Komisji Nauki i Oświaty oraz przewodniczącym Komisji Nazewnictwa w Radzie Narodowej. Był działaczem ZBoWiD, w maju 1985 powołany w skład Prezydium Zarządu Głównego ZBoWiD.
Był współzałożycielem Towarzystwa Polska-Austria, członkiem Światowego Związku Żołnierzy AK i Związku Powstańców Warszawskich.
Odznaczony m.in. Krzyżem Komandorskim Orderu Odrodzenia Polski, Warszawskim Krzyżem Powstańczym, Krzyżem Partyzanckim, Krzyżem Armii Krajowej (1982 w Londynie), a także Medalem za Warszawę 1939-1945.
Pochowany na cmentarzu Powązkowskim (kwatera P-3-8).